# Homogénéité (physique)
Pour les articles homonymes, voir Homogénéité.
 (janvier 2025).
Si vous disposez d'ouvrages ou d'articles de référence ou si vous connaissez des sites web de qualité traitant du thème abordé ici, merci de compléter l'article en donnant les références utiles à sa vérifiabilité et en les liant à la section « Notes et références ».
 (mars 2015).
Sa qualité peut être largement améliorée en utilisant un vocabulaire plus directement compréhensible.
En mesure physique, l'homogénéité de grandeurs physiques équivaut à l'égalité de leurs dimensions. On peut aussi parler de l'homogénéité d'une loi physique si l'égalité lie deux grandeurs homogènes. 
L'homogénéité en physique possède un second sens plus rare, qui relie deux grandeurs tensorielles. Elles sont alors d'ordre et de dimension (mathématique) identiques.
L'homogénéité de deux grandeurs peut qualifier à la fois leurs homogénéités dimensionnelle et tensorielle.

## Homogénéité dimensionnelle
Deux grandeurs sont homogènes si et seulement si elles possèdent la même dimension (longueur, masse, temps, etc.). Par exemple une grandeur exprimée en mètres est homogène à une grandeur exprimée en parsecs. De même, si leurs unités ne diffèrent que d'un facteur multiplicatif de conversion sans dimension, alors elles sont homogènes. Par exemple une grandeur exprimée en mètres est homogène à une grandeur exprimée en kilomètres (facteur adimensionnel de 103).
La vérification de l'homogénéité d'une loi physique est la première chose à faire pour éviter des résultats incorrects. C'est cette notion qui intervient dans l'analyse dimensionnelle.

## Homogénéité tensorielle
L'homogénéité tensorielle désigne la correspondance entre deux tenseurs d'ordre et de dimension identiques.
Ainsi, un scalaire tel qu'une masse est homogène à un autre scalaire ; un vecteur tel qu'une force est homogène à un autre vecteur ; une matrice telle que l'inertie d'un solide est homogène à une autre matrice.
Au contraire, un vecteur-force, bien que dimensionnellement homogène à une force et exprimé en newtons, n'est pas homogène avec une valeur-force, scalaire également exprimé en newtons.

## Principes généraux d'homogénéité
L'homogénéité est nécessaire ou bien pour comparer des grandeurs, ou bien pour les additionner. L'expression « additionner des choux et des carottes » désigne une violation de cette règle.
L'homogénéité n'est toutefois pas toujours suffisante pour que l'addition de deux grandeurs ait un sens physique (même si elle est suffisante pour que l'addition soit possible) : un couple au sens de la mécanique est exprimé en newton mètre (N m), unité égale à un joule (J), unité d'énergie, mais additionner un couple et une énergie ne donne pas de résultat exploitable. De même, les puissances apparente et réactives s'expriment respectivement en voltampère et en voltampère réactif, homogènes à des watts (et le facteur de conversion vaut 1), mais traduisent des grandeurs qu'on ne peut additionner directement. Enfin, le becquerel et le hertz sont tous deux homogènes à l'inverse d'une seconde (s−1), mais le becquerel sous-entend « désintégrations radioactives par seconde » alors que le hertz désigne des « périodes par seconde ».